# 石川彩子
石川 彩子（いしかわ あやこ）は日本の起業家、会社経営者。

## 概要
桜蔭高等学校、東京大学法学部卒業。子どもの頃から官僚や政治家になるキャリアパスを考えていた。大学4年次に環境省に行きたいと考え、試験を受けたが、ベイン・アンド・カンパニーにも内定。20代のうちから活躍できるという点でベイン・アンド・カンパニーを選ぶ。ペンシルバニア大学でMBA修得。2017年2月にミツモアを創業。